# NGC 34

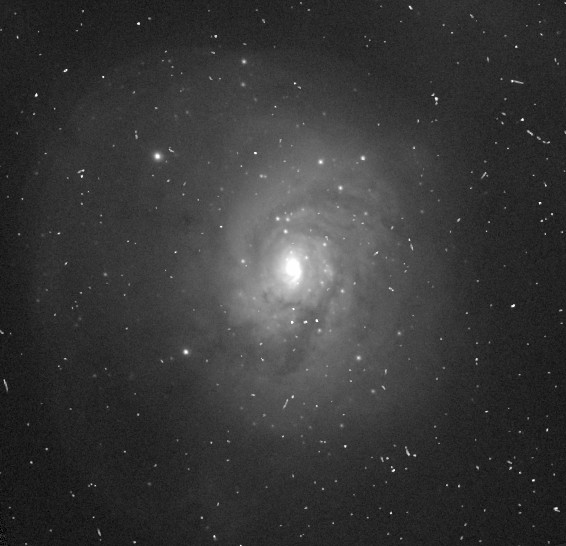
La regione centrale di NGC 34 ripresa dal Telescopio spaziale Hubble

NGC 34 è una galassia a spirale della costellazione della Balena, catalogata anche come NGC 17.
La causa della doppia numerazione è da ricercarsi nel fatto che durante la prima stesura del catalogo John Dreyer nel 1888, si basò su precedenti osservazioni e questo oggetto era stato osservato nel 1886, indipendentemente, da Frank Muller e Lewis Swift che però lo posizionarono con una differenza di mezzo grado. L'errore venne individuato da Herbert Howe e la corrispondenza fu riportata a partire dalla seconda edizione del catalogo, nel 1910.